# Bādengān-e Pā'īn
Bādengān-e Pā'īn (persiska: بادِنگانِ پائين, بادِنگانِ سُفلَى, بادَنگونِ پائين, بادِنگون سُفلَى, Bādengān-e Pā’īn) är en ort i Iran.   Den ligger i provinsen Kohgiluyeh och Buyer Ahmad, i den centrala delen av landet, 500 km söder om huvudstaden Teheran. Bādengān-e Pā'īn ligger 1 606 meter över havet och antalet invånare är 235.
Terrängen runt Bādengān-e Pā'īn är huvudsakligen lite bergig. Bādengān-e Pā'īn ligger nere i en dal.Runt Bādengān-e Pā'īn är det ganska tätbefolkat, med 75 invånare per kvadratkilometer. Närmaste större samhälle är Pātāveh, 3,3 km sydost om Bādengān-e Pā'īn. Omgivningarna runt Bādengān-e Pā'īn är i huvudsak ett öppet busklandskap.